# Aysel Önder
Aysel Önder, né le 24 juin 2005 à Hatay (Turquie), elle est une athlète paralympique turque. Elle détient de nombreux titres de championne du monde en salle et d'Europe, et détient plusieurs records mondiaux, paralympiques et européens. Elle concourt dans l'épreuve du sprint de 400 m dans la catégorie de handicap T20.

## Biographie

### Premières années
Aysel Önder est née à Hatay, dans le sud de la Turquie, le 24 juin 2005,. Elle a terminé son enseignement primaire et secondaire à İzmir.
À l'âge de 13 ans, Önder jouait au football. Un jour, son professeur d'éducation physique l'a emmenée à une compétition d'athlétisme, où elle a terminé première lors de sa première course. Par la suite, elle a participé à des compétitions de cross-country. Elle a attiré l'attention de l'entraîneuse d'athlétisme Damla Tan, qui a contacté ses parents pour les convaincre de la faire passer à l'athlétisme. Comme elle s'intéressait davantage au football, elle a pratiqué les deux sports ensemble pendant environ un an ou un an et demi. Finalement, elle a choisi l'athlétisme. Elle joue parfois au football comme passe-temps avec ses frères.

### Carrière
Elle est membre de l'Enka SK à Istanbul, où elle est entraînée par Damla Tan,.
Lors des Championnats du monde en salle d'athlétisme Virtus 2024 à Reims, en France, elle a remporté la médaille d'or au 400 m et établi un nouveau record du monde en salle avec un temps de 57,54. Elle a décroché la médaille d'argent au 200 m avec 25,12, et une autre médaille d'or au relais 4x200 m, établissant un autre record du monde en salle avec 1:46,82.
Önder a remporté la médaille d'argent au 400 m avec un temps de 55,19 lors des Championnats du monde d'athlétisme handisport 2024 à Kobe, au Japon.
Elle a décroché un total de cinq médailles d'or aux Championnats d'Europe d'athlétisme Virtus 2024 à Uppsala, en Suède, à savoir au 400 m avec un temps de 57,54, au 200 m avec 24,87 établissant un nouveau record d'Europe, au 4x100 m avec 49,93 établissant un nouveau record du monde, au relais mixte 4x200 m avec 1:38,69 établissant un nouveau record d'Europe, et au relais 4x400 m avec un temps de 4:09,91.
Önder s'est qualifiée pour représenter son pays aux Jeux paralympiques d'été de 2024 à Paris, en France, en tant que première athlète turque dans l'épreuve du 400 m T20.
Elle a terminé première de la deuxième série du 400 m T20, établissant un nouveau record du monde et paralympique avec un temps de 54,96 le 2 août 2024. Lors de la finale, elle a remporté la médaille d'argent avec un temps de 55,23, seulement 0,07 seconde derrière la médaillée d'or.
En 2024, Önder se classe deuxième dans la liste mondiale.